# William Meyers
William Ernest Meyers, född 23 juli 1943 i Johannesburg, död 7 maj 2014 i Edenvale, var en sydafrikansk boxare.
Meyers blev olympisk bronsmedaljör i fjädervikt i boxning vid sommarspelen 1960 i Rom.